# NHL (1995/1996)
Sezon NHL 1995/1996 jest 79. sezonem gry National Hockey League, a 80. jej działalności. Pierwszy mecz sezonu odbył się 6 października 1995 roku, kiedy zmierzyły się Detroit Red Wings i Colorado Avalanche. 20 stycznia 1996 roku w Bostonie w hali FleetCenter rozegrany został NHL All-Star Game. Sezon zasadniczy zakończył się 14 kwietnia 1996 roku. Dwa dni później rozegrany został pierwszy mecz playoff. Sezon zakończył się 10 czerwca 1996 roku, kiedy w finałowym spotkaniu drużyna Colorado Avalanche pokonała Florida Panthers.
Po zakończeniu poprzedniego sezonu klub Quebec Nordiques zmienił siedzibę na Denver i postanowiono, że od tego sezonu będzie występował pod nazwą Colorado Avalanche. Swoje mecze rozgrywali w hali poprzedniej drużyny NHL mającą bazę w stanie Kolorado – Colorado Rockies, czyli McNichols Sports Arena. Jednocześnie był to ostatni sezon zespołu Winnipeg Jets, który od sezonu 1996/1997 swoją siedzibę ma w stanie Arizona zmieniając swoją nazwę na Phoenix Coyotes

## Wydarzenia przedsezonowe

### NHL Entry Draft 1995
8 czerwca 1995 roku w znajdującej się w mieście Edmonton, hali Edmonton Coliseum (obecnie Rexall Place) odbył się trzydziesty trzeci w historii draft, którym to drużyny występujące w lidze NHL mogły wybrać młodych, perspektywicznych zawodników. Z numerem pierwszym wybranym został Amerykanin Bryan Berard, pochodzący z klubu Detroit Junior Red Wings, obrońca ten został wybrany przez drużynę Ottawa Senators. Łącznie zostało wybranych 234 graczy z 11 państw: 139 z Kanady, 25 z Rosji, 21 z Czech, 16 ze Stanów Zjednoczonych, 13 z Finlandii, 8 ze Szwecji, 7 ze Słowacji, 2 z Ukrainy i po jednym reprezentancie Niemiec Austrii oraz Kazachstanu.
W pierwszej trójce draftu znaleźli się również: kanadyjski obrońca Wade Redden, który przeszedł do New York Islanders. Trzecim zawodnikiem draftu był fiński obrońca Aki Berg, który przeszedł do Los Angeles Kings.

## Sezon zasadniczy
Drużyna Detroit Red Wings zwyciężyła w sezonie zasadniczym, kończąc go z drugim najwyższym wynikiem zdobytych punktów w historii NHL (131 punktów) i najlepszym od czasu powstania trofeum za to osiągnięcie Presidents’ Trophy. Ustanowili przy tym rekord zwycięstw (62 mecze). Jaromír Jágr ustanowił rekord zdobytych asyst oraz punktów przez skrzydłowego w jednym sezonie. Najskuteczniejszym zawodnikiem został Mario Lemieux dla którego był to ostatni sezon ze zdobytą większą liczbą punktów niż 150. Zdobył ich łącznie 161 (69 bramek, 92 asysty) w 70 meczach. Do sezonu 2007/2008 żaden zawodnik nie zdobył 60 bramek. Zwycięzca poprzedniej edycji Pucharu Stanleya – New Jersey Devils został pierwszą drużyną NHL od sezonu 1969/1970, który nie awansował do fazy play-off w następnym sezonie.

### Tabela
| Konferencja Wschodnia |                     |    |    |    |    |         |      |     |         |
| Lp.                   | Drużyna             | M  | Z  | P  | R  | Br      | Bl   | Pkt | Dywizja |
| 1                     | Philadelphia Flyers | 82 | 45 | 24 | 13 | 282-208 | +74  | 103 | ATL     |
| 2                     | Pittsburgh Penguins | 82 | 49 | 29 | 4  | 362-284 | +78  | 102 | NE      |
| 3                     | New York Rangers    | 82 | 41 | 27 | 14 | 272-237 | +35  | 96  | ATL     |
| 4                     | Florida Panthers    | 82 | 41 | 31 | 10 | 254-234 | +20  | 92  | ATL     |
| 5                     | Boston Bruins       | 82 | 40 | 31 | 11 | 282-269 | +13  | 91  | NE      |
| 6                     | Montreal Canadiens  | 82 | 40 | 32 | 10 | 265-248 | +17  | 90  | NE      |
| 7                     | Washington Capitals | 82 | 39 | 32 | 11 | 234-204 | +30  | 89  | ATL     |
| 8                     | Tampa Bay Lightning | 82 | 38 | 32 | 12 | 238-248 | -10  | 88  | ATL     |
| 9                     | New Jersey Devils   | 82 | 37 | 33 | 12 | 215-202 | +13  | 86  | ATL     |
| 10                    | Hartford Whalers    | 82 | 34 | 39 | 9  | 237-259 | -22  | 77  | NE      |
| 11                    | Buffalo Sabres      | 82 | 33 | 42 | 7  | 247-262 | -15  | 72  | NE      |
| 12                    | New York Islanders  | 82 | 22 | 50 | 10 | 229-315 | -86  | 54  | ATL     |
| 13                    | Ottawa Senators     | 82 | 18 | 59 | 5  | 191-291 | -100 | 41  | NE      |

| Konferencja Zachodnia |                         |    |    |    |    |          |      |     |         |
| Lp.                   | Drużyna                 | M  | Z  | P  | R  | Br       | Bl   | Pkt | Dywizja |
| 1                     | Detroit Red Wings       | 82 | 62 | 13 | 7  | 325-181  | +144 | 131 | CEN     |
| 2                     | Colorado Avalanche      | 82 | 47 | 25 | 10 | 326-240  | +86  | 104 | PAC     |
| 3                     | Chicago Blackhawks      | 82 | 40 | 28 | 14 | 273-220  | +53  | 94  | CEN     |
| 4                     | Toronto Maple Leafs     | 82 | 34 | 36 | 12 | 247-252  | -5   | 80  | CEN     |
| 5                     | St. Louis Blues         | 82 | 32 | 34 | 16 | 219-248  | -29  | 80  | CEN     |
| 6                     | Calgary Flames          | 82 | 34 | 37 | 11 | 241-240  | +1   | 79  | PAC     |
| 7                     | Vancouver Canucks       | 82 | 32 | 35 | 15 | 2478-278 | 0    | 79  | PAC     |
| 8                     | Winnipeg Jets           | 82 | 36 | 40 | 6  | 275-291  | -16  | 78  | CEN     |
| 9                     | Mighty Ducks of Anaheim | 82 | 35 | 39 | 8  | 234-247  | -13  | 78  | PAC     |
| 10                    | Edmonton Oilers         | 82 | 30 | 44 | 8  | 240-304  | -64  | 68  | PAC     |
| 11                    | Dallas Stars            | 82 | 26 | 42 | 14 | 227-280  | -53  | 66  | CEN     |
| 12                    | Los Angeles Kings       | 82 | 24 | 40 | 18 | 256-302  | -46  | 66  | PAC     |
| 13                    | San Jose Sharks         | 82 | 20 | 55 | 7  | 252-357  | -105 | 47  | PAC     |

Legenda: Lp. – miejsce, M – mecze, Z – zwycięstwa, P – porażki, R – remisy, Br – bramki, Bl – bilans bramkowy, Pkt – punkty, ATL – Dywizja Atlantycka, CEN – Dywizja Centralna, NE – Dywizja Północno-wschodnia, PAC – Dywizja Pacyfiku     = lider dywizji,     = awans do playoff

### Lista najlepszych strzelców
| Zawodnik          | Drużyna                 | Mecze | Gole | Asysty | Pkt |
| ----------------- | ----------------------- | ----- | ---- | ------ | --- |
| Mario Lemieux     | Pittsburgh Penguins     | 70    | 69   | 92     | 161 |
| Jaromír Jágr      | Pittsburgh Penguins     | 82    | 62   | 87     | 149 |
| Joe Sakic         | Colorado Avalanche      | 82    | 51   | 69     | 120 |
| Ron Francis       | Pittsburgh Penguins     | 77    | 27   | 92     | 119 |
| Peter Forsberg    | Colorado Avalanche      | 82    | 30   | 86     | 116 |
| Eric Lindros      | Philadelphia Flyers     | 73    | 47   | 68     | 115 |
| Paul Kariya       | Mighty Ducks of Anaheim | 82    | 50   | 58     | 108 |
| Teemu Selänne     | Winnipeg/Anaheim        | 79    | 40   | 68     | 108 |
| Siergiej Fiodorow | Detroit Red Wings       | 78    | 39   | 68     | 107 |
| Aleksandr Mogilny | Vancouver Canucks       | 79    | 55   | 52     | 107 |

## Playoff

### Rozstawienie
Po zakończeniu sezonu zasadniczego 16 zespołów zapewniło sobie start w fazie playoff. Drużyna Detroit Red Wings zdobywca Presidents’ Trophy uzyskała najlepszy wynik w lidze zdobywając w 82 spotkaniach 131 punktów. Jest to najwyżej rozstawiona drużyna. Kolejne miejsce rozstawione uzupełniają mistrzowie dywizji: Colorado Avalanche, Philadelphia Flyers oraz Pittsburgh Penguins.

#### Konferencja Wschodnia

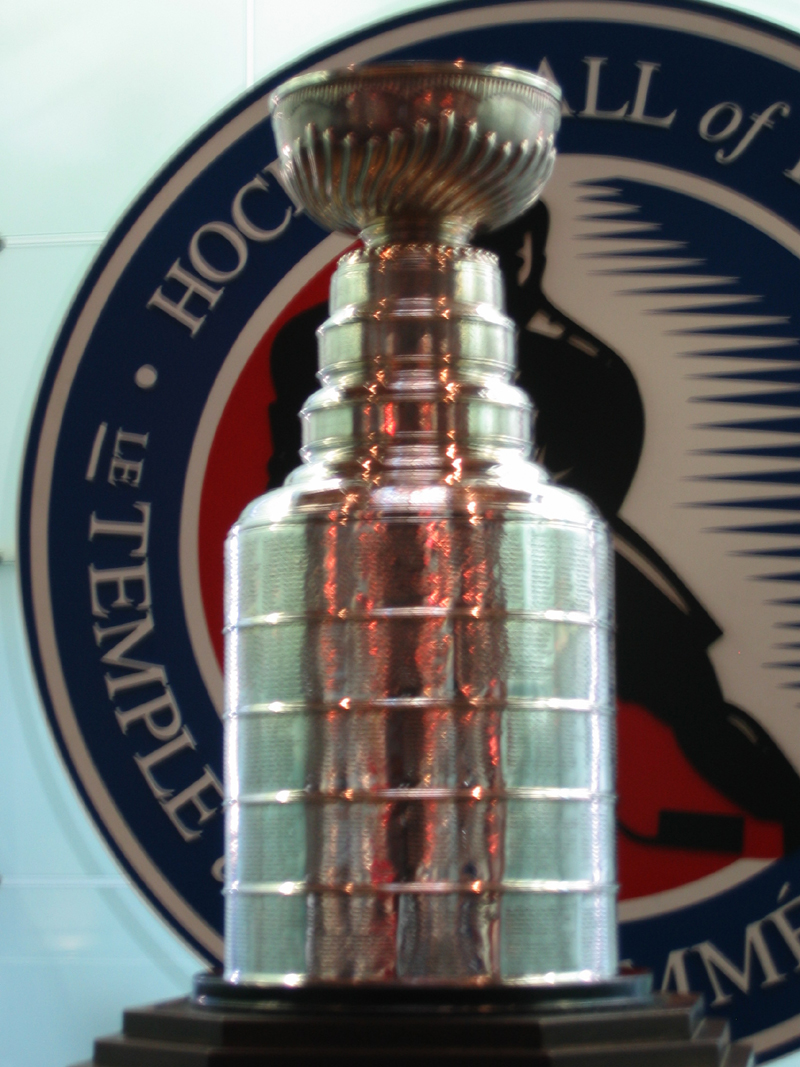
Puchar Stanleya

1. Philadelphia Flyers – mistrz dywizji atlantyckiej i konferencji wschodniej w sezonie zasadniczym oraz 103 punkty
2. Pittsburgh Penguins – mistrz dywizji północno-wschodniej, 102 punkty
3. New York Rangers – 96 punktów (41 zwycięstw)
4. Florida Panthers – 92 punktów (41 zwycięstw)
5. Boston Bruins – 91 punkty (40 zwycięstwa)
6. Montreal Canadiens – 90 punkty (40 zwycięstw)
7. Washington Capitals – 89 punktów (39 zwycięstw)
8. Tampa Bay Lightning – 88 punktów (38 zwycięstw)

#### Konferencja Zachodnia
1. Detroit Red Wings – mistrz dywizji centralnej oraz mistrz sezonu zasadniczego konferencji zachodniej, zdobywca Presidents’ Trophy oraz 131 punktów
2. Colorado Avalanche – mistrz dywizji Pacyfiku, 104 punkty
3. Chicago Blackhawks – 94 punkty (40 zwycięstw)
4. Toronto Maple Leafs – 80 punktów (34 zwycięstwa)
5. St. Louis Blues – 80 punktów (32 zwycięstwa)
6. Calgary Flames – 79 punktów (34 zwycięstwa)
7. Vancouver Canucks – 79 punktów (32 zwycięstwa)
8. Winnipeg Jets – 78 punktów (36 zwycięstw)

### Drzewko playoff
Po zakończeniu sezonu zasadniczego rozpocznie się walka o mistrzostwo ligi w fazie playoff, która rozgrywana będzie w czterech rundach. Drużyna, która zajęła wyższe miejsce w sezonie zasadniczym w nagrodę zostaje gospodarzem ewentualnego siódmego meczu. Z tym, że zdobywca Presidents’ Trophy (w tym wypadku Washington Capitals) zawsze jest gospodarzem siódmego meczu. Wszystkie cztery rundy rozgrywane są w formuje do czterech zwycięstw według schematu: 2-2-1-1-1, czyli wyżej rozstawiony rozgrywa mecze: 1 i 2 oraz ewentualnie 5 i 7 we własnej hali. Niżej rozstawiona drużyna rozgrywa mecze w swojej hali: trzeci, czwarty oraz ewentualnie szósty.
|  |                          |                          |                          |                    |                     |                       |                       |                       |  |  |                    |                    |                    |  |  |                        |                        |                        |
|  | Ćwierćfinały Konferencji | Ćwierćfinały Konferencji | Ćwierćfinały Konferencji |                    |                     | Półfinały Konferencji | Półfinały Konferencji | Półfinały Konferencji |  |  | Finały Konferencji | Finały Konferencji | Finały Konferencji |  |  | Finał Pucharu Stanleya | Finał Pucharu Stanleya | Finał Pucharu Stanleya |
|  | Ćwierćfinały Konferencji | Ćwierćfinały Konferencji | Ćwierćfinały Konferencji |                    |                     | Półfinały Konferencji | Półfinały Konferencji | Półfinały Konferencji |  |  | Finały Konferencji | Finały Konferencji | Finały Konferencji |  |  | Finał Pucharu Stanleya | Finał Pucharu Stanleya | Finał Pucharu Stanleya |
|  |                          |                          |                          |                    |                     |                       |                       |                       |  |  |                    |                    |                    |  |  |                        |                        |                        |
|  |                          |                          |                          |                    |                     |                       |                       |                       |  |  |                    |                    |                    |  |  |                        |                        |                        |
|  | 1                        | Philadelphia Flyers      | 4                        |                    |                     |                       |                       |                       |  |  |                    |                    |                    |  |  |                        |                        |                        |
|  | 1                        | Philadelphia Flyers      | 4                        |                    |                     |                       |                       |                       |  |  |                    |                    |                    |  |  |                        |                        |                        |
|  | 8                        | Tampa Bay Lightning      | 2                        |                    |                     |                       |                       |                       |  |  |                    |                    |                    |  |  |                        |                        |                        |
|  | 8                        | Tampa Bay Lightning      | 2                        | 1                  | Philadelphia Flyers | 2                     |                       |                       |  |  |                    |                    |                    |  |  |                        |                        |                        |
|  |                          |                          |                          | 1                  | Philadelphia Flyers | 2                     |                       |                       |  |  |                    |                    |                    |  |  |                        |                        |                        |
|  | 4                        | Florida Panthers         | 4                        |                    |                     |                       |                       |                       |  |  |                    |                    |                    |  |  |                        |                        |                        |
|  | 4                        | Florida Panthers         | 4                        | 2                  | Pittsburgh Penguins | 4                     |                       |                       |  |  |                    |                    |                    |  |  |                        |                        |                        |
|  |                          |                          |                          | 2                  | Pittsburgh Penguins | 4                     |                       |                       |  |  |                    |                    |                    |  |  |                        |                        |                        |
|  | 7                        | Washington Capitals      | 2                        |                    |                     |                       |                       |                       |  |  |                    |                    |                    |  |  |                        |                        |                        |
|  | 7                        | Washington Capitals      | 2                        | 2                  | Pittsburgh Penguins | 3                     |                       |                       |  |  |                    |                    |                    |  |  |                        |                        |                        |
|  | Konferencja Wschodnia    |                          |                          | 2                  | Pittsburgh Penguins | 3                     |                       |                       |  |  |                    |                    |                    |  |  |                        |                        |                        |
|  |                          |                          | 4                        | Florida Panthers   | 4                   |                       |                       |                       |  |  |                    |                    |                    |  |  |                        |                        |                        |
|  | 3                        | New York Rangers         | 4                        | Florida Panthers   | 4                   | 4                     |                       |                       |  |  |                    |                    |                    |  |  |                        |                        |                        |
|  | 3                        | New York Rangers         |                          |                    |                     | 4                     |                       |                       |  |  |                    |                    |                    |  |  |                        |                        |                        |
|  | 6                        | Montreal Canadiens       | 2                        |                    |                     |                       |                       |                       |  |  |                    |                    |                    |  |  |                        |                        |                        |
|  | 6                        | Montreal Canadiens       | 2                        | 2                  | Pittsburgh Penguins | 4                     |                       |                       |  |  |                    |                    |                    |  |  |                        |                        |                        |
|  |                          |                          |                          | 2                  | Pittsburgh Penguins | 4                     |                       |                       |  |  |                    |                    |                    |  |  |                        |                        |                        |
|  | 3                        | New York Rangers         | 1                        |                    |                     |                       |                       |                       |  |  |                    |                    |                    |  |  |                        |                        |                        |
|  | 3                        | New York Rangers         | 1                        | 4                  | Florida Panthers    | 4                     |                       |                       |  |  |                    |                    |                    |  |  |                        |                        |                        |
|  |                          |                          |                          | 4                  | Florida Panthers    | 4                     |                       |                       |  |  |                    |                    |                    |  |  |                        |                        |                        |
|  | 5                        | Boston Bruins            | 2                        |                    |                     |                       |                       |                       |  |  |                    |                    |                    |  |  |                        |                        |                        |
|  | 5                        | Boston Bruins            | 2                        | W                  | Florida Panthers    | 0                     |                       |                       |  |  |                    |                    |                    |  |  |                        |                        |                        |
|  |                          |                          |                          |                    |                     |                       |                       |                       |  |  |                    |                    |                    |  |  |                        |                        |                        |
|  |                          |                          | Z                        | Colorado Avalanche | 4                   |                       |                       |                       |  |  |                    |                    |                    |  |  |                        |                        |                        |
|  | 1                        | Detroit Red Wings        | Z                        | Colorado Avalanche | 4                   | 4                     |                       |                       |  |  |                    |                    |                    |  |  |                        |                        |                        |
|  | 1                        | Detroit Red Wings        |                          |                    |                     | 4                     |                       |                       |  |  |                    |                    |                    |  |  |                        |                        |                        |
|  | 8                        | Winnipeg Jets            | 2                        |                    |                     |                       |                       |                       |  |  |                    |                    |                    |  |  |                        |                        |                        |
|  | 8                        | Winnipeg Jets            | 2                        | 1                  | Detroit Red Wings   | 4                     |                       |                       |  |  |                    |                    |                    |  |  |                        |                        |                        |
|  |                          |                          |                          | 1                  | Detroit Red Wings   | 4                     |                       |                       |  |  |                    |                    |                    |  |  |                        |                        |                        |
|  | 5                        | St. Louis Blues          | 3                        |                    |                     |                       |                       |                       |  |  |                    |                    |                    |  |  |                        |                        |                        |
|  | 5                        | St. Louis Blues          | 3                        | 2                  | Colorado Avananche  | 4                     |                       |                       |  |  |                    |                    |                    |  |  |                        |                        |                        |
|  |                          |                          |                          | 2                  | Colorado Avananche  | 4                     |                       |                       |  |  |                    |                    |                    |  |  |                        |                        |                        |
|  | 7                        | Vancouver Canucks        | 2                        |                    |                     |                       |                       |                       |  |  |                    |                    |                    |  |  |                        |                        |                        |
|  | 7                        | Vancouver Canucks        | 2                        | 1                  | Detroit Red Wings   | 2                     |                       |                       |  |  |                    |                    |                    |  |  |                        |                        |                        |
|  | Konferencja Zachodnia    |                          |                          | 1                  | Detroit Red Wings   | 2                     |                       |                       |  |  |                    |                    |                    |  |  |                        |                        |                        |
|  |                          |                          | 2                        | Colorado Avalanche | 4                   |                       |                       |                       |  |  |                    |                    |                    |  |  |                        |                        |                        |
|  | 3                        | Chicago Blackhawks       | 2                        | Colorado Avalanche | 4                   | 4                     |                       |                       |  |  |                    |                    |                    |  |  |                        |                        |                        |
|  | 3                        | Chicago Blackhawks       |                          |                    |                     | 4                     |                       |                       |  |  |                    |                    |                    |  |  |                        |                        |                        |
|  | 6                        | Calgary Flames           | 0                        |                    |                     |                       |                       |                       |  |  |                    |                    |                    |  |  |                        |                        |                        |
|  | 6                        | Calgary Flames           | 0                        | 2                  | Colorado Avalanche  | 4                     |                       |                       |  |  |                    |                    |                    |  |  |                        |                        |                        |
|  |                          |                          |                          | 2                  | Colorado Avalanche  | 4                     |                       |                       |  |  |                    |                    |                    |  |  |                        |                        |                        |
|  | 3                        | Chicago Blackhawks       | 2                        |                    |                     |                       |                       |                       |  |  |                    |                    |                    |  |  |                        |                        |                        |
|  | 3                        | Chicago Blackhawks       | 2                        | 4                  | Toronto Maple Leafs | 2                     |                       |                       |  |  |                    |                    |                    |  |  |                        |                        |                        |
|  |                          |                          |                          | 4                  | Toronto Maple Leafs | 2                     |                       |                       |  |  |                    |                    |                    |  |  |                        |                        |                        |
|  | 5                        | St. Louis Blues          | 4                        |                    |                     |                       |                       |                       |  |  |                    |                    |                    |  |  |                        |                        |                        |
|  | 5                        | St. Louis Blues          | 4                        |                    |                     |                       |                       |                       |  |  |                    |                    |                    |  |  |                        |                        |                        |
|  |                          |                          |                          |                    |                     |                       |                       |                       |  |  |                    |                    |                    |  |  |                        |                        |                        |

## Nagrody
| Nagroda                        | Zawodnik                            | Drużyna              |
| ------------------------------ | ----------------------------------- | -------------------- |
| Art Ross Memorial Trophy       | Mario Lemieux                       | Pittsburgh Penguins  |
| Bill Masterton Memorial Trophy | Gary Roberts                        | Calgary Flames       |
| Calder Memorial Trophy         | Daniel Alfredsson                   | Ottawa Senators      |
| Conn Smythe Trophy             | Joe Sakic                           | Colorado Avalanche   |
| Frank J. Selke Trophy          | Siergiej Fiodorow                   | Detroit Red Wings    |
| Hart Memorial Trophy           | Mario Lemieux                       | Pittsburgh Penguins  |
| Jack Adams Award               | Scotty Bowman                       | Detroit Red Wings    |
| James Norris Memorial Trophy   | Chris Chelios                       | Chicago Blackhawks   |
| King Clancy Memorial Trophy    | Kris King                           | Winnipeg Jets        |
| Lady Byng Memorial Trophy      | Paul Kariya                         | Anaheim Mighty Ducks |
| Lester B. Pearson Award        | Mario Lemieux                       | Pittsburgh Penguins  |
| Lester Patrick Trophy          | George Gund Ken Morrow Milt Schmidt |                      |
| NHL Plus/Minus Award           | Władimir Konstantinow               | Detroit Red Wings    |
| Vezina Trophy                  | Jim Carey                           | Washington Capitals  |
| William M. Jennings Trophy     | Chris Osgood Mike Vernon            | Detroit Red Wings    |
| Presidents’ Trophy             | Presidents’ Trophy                  | Detroit Red Wings    |
| Prince of Wales Trophy         | Prince of Wales Trophy              | Florida Panthers     |
| Clarence S. Campbell Bowl      | Clarence S. Campbell Bowl           | Colorado Avalanche   |
| Puchar Stanleya                | Puchar Stanleya                     | Colorado Avalanche   |